# Staurotheca compressa
Staurotheca compressa är en nässeldjursart som beskrevs av Briggs 1939. Staurotheca compressa ingår i släktet Staurotheca och familjen Syntheciidae. Inga underarter finns listade i Catalogue of Life.